# Combat Action Badge
Le Combat Action Badge (CAB) ou Insigne d'action de combat est une récompense militaire américaine décernée aux soldats de l'armée américaine(US Army), quel que soit leur grade et qui ne sont pas membres d'une spécificité d'infanterie, de forces spéciales ou médical, pour avoir été "présents et avoir activement engagé ou avoir été engagés par l'ennemi, et s'être comportés de manière satisfaisante conformément aux règles d'engagement prescrites" à n'importe quel moment après le 18 septembre 2001[2].
Le 2 mai 2005, le chef d'état-major de l'armée américaine (CSA) a approuvé la création de la CAB afin d'accorder une reconnaissance spéciale aux soldats américains qui ont personnellement engagé ou sont engagés par l'ennemi. La CAB est destinée à accompagner l'insigne de fantassin de combat (CIB) et l'insigne médical de combat (CMB) et a été créée pour reconnaître le rôle considérablement élargi des soldats qui ne font pas partie de l'infanterie dans le combat actif sur le terrain.
Les fantassins de l'armée américaine ou les soldats des forces spéciales ayant le grade de colonel ou un grade inférieur et qui sont membres d'une unité d'infanterie ou de forces spéciales de la taille d'une brigade ou d'une unité plus petite reçoivent l'insigne de fantassin de combat (Combat Infantryman Badge - CIB) au lieu de l'insigne de médecin de combat (Combat Medical Badge - CMB).

## Histoire
Depuis l'introduction de l'insigne de combattant en 1943, suivi de l'insigne médical de combat en 1945, d'autres branches de l'armée ont plaidé en faveur de leurs propres insignes, mais une commission d'examen du ministère de la Guerre, juste après la guerre, a exclu ces insignes. Les insignes de combat non officiels destinés aux soldats n'appartenant pas à l'infanterie étaient parfois portés en violation des règles de l'uniforme ou inclus dans des présentations de récompenses personnelles, le fusil et le champ bleu de l'insigne de combat étant remplacés par l'insigne et la couleur de la branche de l'armée concernée. Ces insignes de combat non officiels ont commencé à apparaître peu après la création de l'insigne de combattant de l'infanterie et, bien que la pratique se soit poursuivie jusqu'à la création d'un insigne de combat officiel pour les soldats n'appartenant pas à l'infanterie, elle ne s'est jamais généralisée.
Tout au long de la guerre du Viêt Nam et par la suite, les soldats servant dans les unités de génie de combat et les unités blindées ont continué à faire pression pour obtenir leur propre version de l'EIB/CIB. Malgré de nombreuses études et recommandations, cette demande n'a jamais obtenu le soutien des hauts responsables de l'armée américaine. Toutefois, lorsque les soldats de toutes les spécialités professionnelles militaires se sont trouvés en contact direct avec les forces ennemies dans le cadre de la guerre mondiale contre le terrorisme, la proposition a connu un regain d'intérêt.
Il semble que le concept de l'actuel Combat Action Badge soit né lorsque le capitaine Shawn Monien a relancé le débat sur la création d'insignes de combat/d'expertise pour tous les soldats de l'armée américaine dans son article du magazine Armor de septembre-octobre 2003 intitulé "Reinstating the Combat Tanker Badge", en s'appuyant sur des références historiques au général George S. Patton lors de la Première Guerre mondiale et sur d'autres vignettes historiques de la Seconde Guerre mondiale, de la guerre de Corée, de la guerre du Viêt Nam et de la guerre du golfe Persique. L'article de Monien a encouragé l'ancien chef des blindés de l'armée américaine, le général de division Thomas H. Tait, à se joindre à nouveau à l'effort :
Cher ARMOR,
J'ai été réticent à entrer dans le débat concernant les insignes de combat et d'expert en blindage. Cependant, après avoir lu l'article du CPT Shawn Monien, "Reinstating the Combat Tanker Badge", dans le numéro d'ARMOR de septembre-octobre 2003, j'ai décidé de me lancer dans le débat.
Dans le numéro d'ARMOR de janvier-février 1988, "Commander's Hatch" (un éditorial principalement rédigé par les majors Scott Rowell et Bob Wilson), j'ai déclaré que nous étions en train de développer un "rite de passage" pour les scouts. L'insigne scout (ISC) proposé était similaire à l'insigne d'expert en infanterie (IIE) et se concentrait sur les compétences individuelles des scouts. Je vous ai également demandé votre avis. Nous avons conçu l'insigne, semblable au BEI, sauf qu'il portait un sabre au lieu d'un fusil et qu'il était rouge et blanc. Les conditions d'obtention de l'insigne ont été jugées plus difficiles que celles de l'insigne de l'infanterie de combat, car nous ne voulions en aucun cas que l'insigne soit considéré comme facile. La proposition a été rejetée, soit par le TRADOC, soit par le département de l'armée - je ne sais plus lequel - parce que les quatre étoiles en place n'ont pas pu parvenir à un consensus. Nous avons mené le bon combat, nous avons perdu, nous avons salué et nous sommes passés à autre chose.
En 1991, après Tempête du désert, j'ai eu le plaisir, en tant que directeur du groupe d'étude Tempête du désert, d'interviewer des soldats et des dirigeants après le conflit et de discuter des choses qui allaient bien et de celles qui devaient être améliorées. Je me suis concentré sur les hauts responsables (commandants de bataillon et plus) et les membres de mon équipe ont passé une grande partie de leur temps avec les troupes. L'une des choses les plus évidentes était la disparité dans l'attribution des insignes de combat. Par exemple, le 1er escadron du 4e de cavalerie n'avait pas assez de 19D pour assurer la gestion de ses pistes. On leur donna des 11M et des 11B pour remplacer les éclaireurs. Après la guerre, les fantassins ont reçu des CIB et les éclaireurs servant sur la même piste ont reçu des poignées de main. La lettre de Todd A. Mayer, reproduite dans l'article du CPT Monien, qui affirme que des servants de mortier du 4-64 Armor qui n'ont jamais tiré un coup de feu ont reçu des CIB est un autre exemple d'insignes qui ont été présentés de manière erronée. Lorsque ce type d'information a été présenté au groupe directeur des officiers généraux de la DA (GOSC) avec la recommandation de créer et de décerner des insignes de combat pour les blindés, la cavalerie (éclaireurs) et le génie, car ils ont approché, rencontré et détruit l'ennemi, le sous-chef d'état-major pour le personnel, le LTG Reno, l'a contesté. Lorsqu'il a déclaré que le général Marshall n'avait pas l'intention de décerner des récompenses de ce type aux tankistes, on lui a rappelé qu'au cours de la Seconde Guerre mondiale, de la Corée et du Viêt Nam, il fallait 30 jours de combat pour recevoir une CIB. J'ai également déclaré que je doutais que le général Marshall ait voulu que les fantassins qui se déplaçaient dans des véhicules de combat Bradley, des rails de mortier et des bus reçoivent ces récompenses. Il a cédé. Je n'essaie pas de dénigrer nos grands soldats d'infanterie, mais à mon avis, il y en a beaucoup d'autres qui se battent et qui méritent la même reconnaissance.
Une fois de plus, cette demande a été transmise au chef d'état-major de l'armée et, une fois de plus, les généraux quatre étoiles l'ont rejetée. Je me suis adressé à la plupart des commandants de division qui ont combattu et aux deux commandants de corps d'armée, qui m'ont soutenu ou n'ont pas émis d'objection.
Il est également intéressant de noter que les officiers de l'armée blindée ont été informés qu'ils ne pouvaient pas porter l'insigne de l'armée vietnamienne, mais que toutes les autres branches ont porté ce que les Vietnamiens leur ont donné. J'ai trouvé intéressant que le regretté LTG Tom Kelly ait porté le sien en tant que membre de l'état-major interarmées alors qu'il était interviewé presque quotidiennement par les médias pendant l'opération Tempête du désert. Nous avions également l'habitude de porter des insignes de qualification de tir sur nos treillis. Lorsque nous sommes passés aux BDU, on nous a dit de les enlever.
Toutefois, si l'on considère le nombre d'insignes sur les uniformes des autres branches de l'armée, tout cela n'a aucun sens.
Dépoussiérons l'étude de 1988 du Bureau du chef des blindés et soumettons-la à nouveau. Je doute que les choses aient beaucoup changé et cette question a été "étudiée" suffisamment longtemps.
THOMAS H. TAIT, major général, armée américaine, retraité
Le major Matthew De Pirro a poursuivi le récit d'un insigne de combat en 2004 avec un article écrit pour le magazine Armor au printemps 2004 décrivant la nécessité d'un tel insigne compte tenu de l'évolution de la guerre et de la transformation en cours de l'armée. De Pirro a déclaré :
Chers soldats, je vous soumets que notre armée serait mieux servie en reconnaissant nos soldats qui ont affronté un ennemi en combat direct avec un insigne d'action de combat. Nous sommes une armée en pleine transformation. Il y a quelques années, nous avons revêtu le béret noir comme symbole de cette transformation. Il est temps de mettre fin à la disparité de l'insigne d'infanterie de combat. Il est temps de mettre fin à la guerre des insignes. Il est maintenant temps d'aller plus loin dans notre transformation. Il est temps que le Combat Action Badge.
L'insigne d'action de combat devait à l'origine être un ruban appelé "Combat Recognition Ribbon" (semblable au ruban d'action de combat de la marine et du corps des Marines créé en 1969). Toutefois, les rubans étant généralement considérés comme moins prestigieux que les médailles et les insignes, l'insigne a été proposé sous le nom de "Close Combat Badge" (ou CCB), conférant ainsi à la récompense le statut d'insigne plutôt que celui de ruban. Il s'agissait d'une récompense de combat destinée uniquement aux soldats qui ne possédaient pas la spécialité professionnelle militaire (MOS) de l'infanterie, mais qui étaient déployés spécifiquement pour remplir une mission d'infanterie. Il s'agissait de répondre au grand nombre de soldats n'appartenant pas à l'infanterie (équipages de chars, artilleurs de campagne, par exemple) qui ont été déployés en Irak dans le cadre de l'opération Iraqi Freedom et dont les unités ont été réorganisées pour fonctionner comme des unités d'infanterie (motorisées ou légères) en raison de l'absence de chars et d'artillerie et de la pénurie d'infanterie. Le passage de l'insigne de combat rapproché à l'insigne d'action de combat est peut-être dû à une question posée à Donald Rumsfeld lors d'une réunion publique en Afghanistan en avril 2005 par une policière militaire, qui demandait pourquoi le CCB n'incluait pas les soldats de la police militaire dans ses critères d'attribution, malgré la nature combattante du travail de la police militaire en Afghanistan et sur le champ de bataille à 360 degrés de l'Irak.
L'insigne d'action de combat a été approuvé le 2 mai 2005 et a été décerné rétroactivement aux soldats engagés dans des combats après le 18 septembre 2001. Le 29 juin 2005, le général Peter J. Schoomaker a décerné l'insigne d'action de combat pour la première fois aux sergents April Pashley, Michael Buyas, Manuel J. Montano, Timothy Gustafson et Sean Steans. Plus de cent mille insignes d'action de combat ont été décernés depuis la création de la distinction. La plupart des commandants ne décernent pas l'insigne d'action de combat aux soldats qualifiés, à moins qu'ils ne soient directement engagés dans des combats. Notamment, la récompense est accordée exclusivement pour des contacts avec des combattants ennemis, de sorte que les actions de non-combattants, comme les détenus ou les civils en émeute, ne sont pas admissibles. Le soldat doit être personnellement présent et engager activement l'ennemi ou être engagé par lui, et se comporter de manière satisfaisante conformément aux règles d'engagement prescrites. Il n'est pas nécessaire que le contact hostile avec l'ennemi soit direct.

## Conditions d'éligibilité
L'insigne d'action de combat peut être décerné à tout soldat qui n'a pas été affecté ou rattaché à une unité qui le qualifierait pour l'insigne de combattant (Combat Infantryman Badge - CIB) ou l'insigne médical de combat (Combat Medical Badge - CMB) après la date du 18 septembre 2001, et qui n'a pas été affecté ou rattaché à une unité qui le qualifierait pour le combat :
- Le soldat doit être personnellement présent et se trouver sous le feu de l'ennemi tout en s'acquittant de manière satisfaisante des règles d'engagement prescrites,
- Le soldat doit accomplir les tâches qui lui sont assignées dans le cadre de la mission de combat de l'unité dans une zone où la prime de feu hostile ou la prime de danger imminent est autorisée,
- Pour tous les conflits nommés commençant après la date d'entrée en vigueur de cette publication[11] (5 mars 2019), un soldat doit également accomplir un acte offensif ou défensif tout en participant à des opérations de combat, en engageant ou en étant engagé par l'ennemi.

Le Combat Action Badge peut être décerné à n'importe quelle branche de l'armée ou spécialité professionnelle militaire, y compris les fantassins, sauf lorsqu'ils servent dans un rôle où ils seraient admissibles à la CIB. Outre les soldats de l'armée de terre, l'insigne peut également être décerné aux membres d'autres forces armées américaines et au personnel militaire étranger affecté à une unité de l'armée de terre américaine, à condition qu'ils remplissent les critères susmentionnés (par exemple, KATUSA au sein de la 2e division d'infanterie).
Le Combat Action Badge est unique en ce sens que, contrairement aux insignes Combat Infantryman et Combat Medical, il peut être décerné à des soldats de tout grade, y compris à des officiers généraux, alors que la CIB et la CMB sont toutes deux réservées aux colonels et aux grades inférieurs.
L'attribution de l'insigne d'action au combat n'est pas automatique et ne sera pas accordée uniquement sur la base de l'attribution de la Purple Heart.

## Conflits, opérations et périodes admissibles
La seule période qualifiée pour l'attribution de l'OEC est la guerre mondiale contre le terrorisme. Par conséquent, un seul OEC peut être décerné à un soldat à l'heure actuelle. L'attribution rétroactive de l'OEC n'est pas autorisée avant le 18 septembre 2001. L'attribution de l'OEC est autorisée pour les guerres, conflits et opérations suivants. À ce jour, une attribution distincte de l'OEC a été autorisée pour les soldats qualifiés au cours de la période de qualification suivante :
- (1) Guerre mondiale contre le terrorisme (du 18 septembre 2001 à une date à déterminer)
  - (a) Guerre en Afghanistan (OEF, du 18 septembre 2001 au 31 décembre 2014 ; OFS, du 1er janvier 2015 à une date à déterminer).
  - (b) Guerre d'Irak (OIF, du 19 mars 2003 au 31 août 2010 ; OND, du 1er septembre 2010 au 31 décembre 2011).
  - (c) Opérations antiterroristes en Irak et en Syrie (OIR, du 15 juin 2014 à une date à déterminer).

L'attribution du service qualifiant dans un conflit antérieur n'est pas autorisée. L'attribution ultérieure de l'OEC n'est pas autorisée pour la même période de qualification, comme indiqué ci-dessus.

## Conception et port de l'insigne

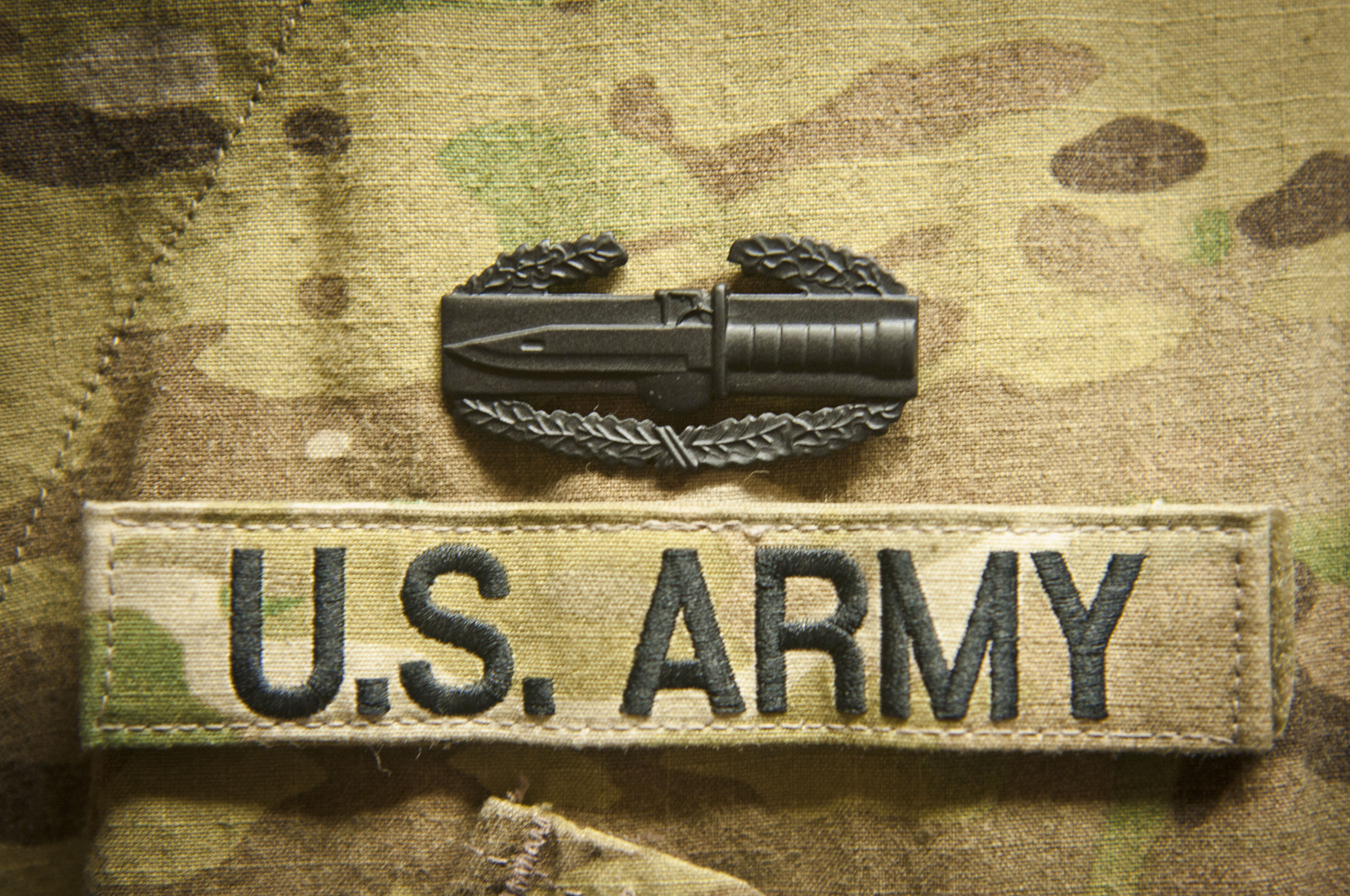
L'insigne est épinglé sur la blouse de l'uniforme de combat d'un soldat. Lorsqu'il est porté, l'insigne est placé sur le côté gauche de la veste, de la chemise ou de la blouse.

L'emblème représente une baïonnette M9 et une grenade M67. Un insigne argenté d'une largeur totale de 5,08 cm, composé d'une couronne de chêne soutenant un rectangle portant une baïonnette surmontant une grenade, le tout en argent. Par rapport à la médaille d'honneur, l'insigne est soutenu par un rectangle argenté plutôt que bleu, et sa longueur est inférieure d'un pouce à celle de la médaille d'honneur. La deuxième attribution de l'OEC et les suivantes sont indiquées par la superposition d'une et de deux étoiles respectivement, centrées au sommet de l'insigne entre les pointes de la couronne de chêne ; une étoile pour la deuxième attribution et deux étoiles pour la troisième attribution. Toutefois, comme pour la CIB et la CMB, une seule distinction peut être décernée par "période de qualification", telle que définie dans l'AR 600-8-22. L'insigne est porté sur le côté gauche d'une veste ou d'une blouse. Sur les uniformes de combat, il est porté sur le chemisier au-dessus de la bande d'identification " U.S. ARMY " et sur les uniformes de service et d'habillement, il est porté sur la chemise ou la veste au-dessus des rubans et des médailles.

### Porté par d'autres services
Depuis 2013, les marins de l'U.S. Navy qui étaient auparavant soldats dans l'U.S. Army et qui ont reçu le CAB ne peuvent pas le porter sur leur uniforme, mais ils peuvent le convertir en Combat Action Ribbon en soumettant une demande au Chief of Naval Operations par l'intermédiaire de leur commandant. Le personnel du Corps des Marines des États-Unis qui était auparavant soldat dans l'armée américaine et qui a reçu le CAB ne peut pas le convertir en CAR, mais s'il a reçu la CIB ou la CMB, il peut le faire en soumettant une demande à son commandant.